# 畑喜美夫
畑喜美夫（はた きみお、1965年11月27日 - ）は、日本の実業家、YouTuber、コメンテーター。（一社）ボトムアップパーソンズ協会代表理事・㈱You Home人財育成 組織構築部代表。元日本代表サッカー選手、元指導者　芸能プロダクション「FIT」アーチスト所属。登録者数は1200人（11/25現在）現役時代のポジションはMF。広島県内の複数の学校で教鞭をとり、サッカー部を指導したことで知られる。現在は、『AI(人工知能)に負けない人財を』をモットーに「ボトムアップ理論®」を広める活動をしている。

## 来歴
小学校2年生から広島大河フットボールクラブでサッカーを始める。その後、東海大一高校（現・東海大静岡翔洋高校）へ越境入学。静岡県選抜で長谷川健太らと国体2位。U-17日本代表にも選ばれる。
順天堂大学に進学し、2年時にU-20日本代表を経験。4年時に関東選手権、総理大臣杯、インカレ三冠に貢献。社会人では広島県選抜として京都国体で全国制覇を果たした。
卒業後は、腰の怪我で現役を断念。郷里に戻り公立の高等学校の教師となる。初任地の廿日市西高校では広島大河FC（中学部）を指導し、全国大会（全日本クラブユース大会）に6度導く。1997年に広島観音高校へ赴任。日本サッカー協会A級ライセンスを取得し、サッカー部を指導。2003年に初の全国大会に出場し（全日本ユース大会）、2004年には、広島観音を全国高等学校サッカー選手権大会に導きベスト16。2005年には全国高等学校サッカー選手権大会に2年連続出場に導きベスト8に躍進した。2006年には全国高等学校総合体育大会サッカー競技大会で初の全国制覇を果たした。また、2009年にはUー16日本代表のコーチも務めた。
その後安芸南高校、高陽高校を経て31年間務めた公立教員を2019年7月を持って退職。現在は全国で「ボトムアップ理論®」の講演活動のほか、人財育成。組織構築活動などに取り組んでいる。